# Forbidden Dream
Pour plus de détails, voir Fiche technique et Distribution.
Forbidden Dream (hangeul : 천문: 하늘에 묻는다 ; hanja : 天問: 하늘에 묻는다 ; RR : cheonmun: haneul-e mudneunda ; litt. « Astronomie : demandez au ciel ») est un film sud-coréen réalisé par Hur Jin-ho et sorti en 2019.
Il s'agit de l'histoire vraie de Sejong le Grand qui se lie d'amitié avec l'inventeur et astronome Jang Yeong-sil : ils ont la même volonté de créer le ciel et la période Joseon, avant la disparition de ce dernier dans l'Histoire,.
Il totalise plus d'un million et demi d'entrées au box-office sud-coréen.

## Synopsis
Pendant vingt ans, le roi Sejong et Jang Yeong-sil ont tissé une relation étroite, donnant l'occasion à ce dernier de développer ses idées et d'inventer divers appareils d'observation astronomique. À cause d'un incident, Jang Yeong-sil est démis de ses fonctions et disparaît complètement.

## Fiche technique
Sauf indication contraire ou complémentaire, les informations mentionnées dans cette section peuvent être confirmées par la base de données de KMDb
- Titre original : 천문: 하늘에 묻는다
- Titre de travail : 천문 (litt. « Astronomie »)[3]
- Titre international : Forbidden Dream
- Réalisation : Hur Jin-ho
- Scénario : Jeong Beom-sik et Lee Ji-min
- Musique : Cho Sung-woo
- Décors : Choi Hyeon-seok
- Costumes : Cho Sang-kyeong
- Photographie : Lee Mo-gae
- Son : Park Yong-gi
- Montage : Kim Hyeong-joo
- Production : Kim Chul-yong
- Société de production : Hive Media Corp.
- Société de distribution : Lotte Entertainment
- Pays de production :  Corée du Sud
- Langue originale : coréen
- Format : couleur - 2,39:1
- Genre : drame, historique
- Durée : 132 minutes
- Dates de sortie :
  - Corée du Sud : 16 décembre 2019 (avant-première à Séoul)[4] ; 26 décembre 2019 (sortie nationale)
  - France : 29 octobre 2020 (Festival du film coréen à Paris)[5]
- Classification :
  - Corée du Sud : convient aux 12 ans et plus[6]

## Distribution
- Choi Min-sik : Jang Yeong-sil
- Han Suk-kyu : le roi Sejong
- Shin Goo (en) : Hwang-hui (en)
- Kim Hong-pa (ko) : Yi-cheon
- Heo Jun-ho (en) : Jo Mal-saeng (ko)
- Kim Tae-woo : Jeong Nam-son
- Kim Won-hae : Jo Soon-saeng
- Im Won-hee : Lim Hyo-don
- Oh Gwang-rok (en) : Lee Soon-ji (ko)
- Park Sung-hoon : Lee Hyang, prince héritier et fils du roi
- Jeon Yeo-been : Sa-im
- Lee Joong-ok (en) : le juge Uigeumbu
- Yoon Je-moon : Choi Hyo-nam

## Production

### Développement
En 2015, le producteur Kim Won-guk, ayant produit The Last Princess (덕혜옹주, 2016), montre au réalisateur, Hur Jin-ho, le scénario, intitulé Astronomy (천문) ; la véritable signification est « Demander au ciel » à l'époque de Joseon) :

« Je l'ai trouvé intéressant. Il s'agissait d'une histoire peu connue sur la relation entre Jang Yeong-sil et le roi Sejong le Grand. À l'époque, en raison des circonstances, je ne pouvais lire le scénario que pour m'amuser et ne pensais pas à commencer sérieusement le film, mais, cette année [en 2018], ce scénario m'est revenu entre les mains, et ai fini par accepter de travailler sur Astronomy. »

— Hur Jin-ho
Astronomy est donc réalisé par Hur Jin-ho et produit par la société Hive Media Corp..
Fin novembre 2018, son titre devient 천문: 하늘에 묻는다 (litt. « Astronomie : demandez au ciel »).

### Attribution des rôles
|  |

Début juin 2018, un agent de C-JeS Entertainment déclare avoir reçu le scénario qui réunirait Choi Min-sik et Han Suk-kyu qui se retrouvent vingt ans après Nom de code : Shiri (쉬리, 1999) pour jouer ensemble dans les rôles principaux, Jang Yeong-sil, le plus grand scientifique de la dysnatie Joseon, et le roi Sejong — Han Suk-kyu joue ce personnage pour la deuxième fois, après la série Deep Rooted Tree (뿌리 깊은 나무, 2011).

« Tout d'abord, ce sont des acteurs avec qui j'avais très envie de travailler. J'avais déjà travaillé avec l'acteur, Han Seok-gyu, pour Christmas in August (8월의 크리스마스, 1998). Dans Astronomy, il y a un sentiment de « bromance » dans la relation entre le roi Sejong le Grand et Jang Yeong-sil, et j'avais pensé que ce serait amusant de le montrer à travers les costumes de Choi Min-sik et Han Suk-kyu. Ces deux acteurs sont très proches. Ils se sont connus jeune au collègue et à l'université. J'ai pensé qu'une telle amitié assez personnelle pourrait aussi créer un effet d'alchimie dans ce film. Les voir sur une scène au grand écran, c'est trop beau et l'écran semblait être hanté. J'avais l'impression d'observer le roi Sejong et Jang Yeong-sil. »

— Hur Jin-ho
Début septembre 2018, Kim Da-mi est pressentie pour un rôle. Mi-octobre, Jeon Yeo-been est choisie pour incarner Sa-im, ainsi que Im Won-hee, Kim Won-hae et Yoon Je-moon. Fin novembre, les acteurs Shin Goo, Kim Hong-pa, Heo Joon-ho, Kim Tae-woo, Kim Won-hae, Oh Gwang-rok et Park Sung-hoon participent également au projet. Ce dernier tient le rôle du prince héritier, Lee Hyang, fils du roi. Début décembre, Lee Joong-ok est annoncé dans le rôle du juge Uigeumbu.

### Tournage
Le tournage débute le 2 octobre 2018, à Yongin (Gyeonggi). Il a également lieu à Damyang, Buan (Jeolla du Nord), Mungyeong (Gyeongsang du Nord) et Chungju (Chungcheong du Nord).
Les prises de vues prennent fin le 23 janvier 2019.

## Accueil

### Avant-première, sortie et festival
Début novembre 2019, l'affiche de Forbidden Dream est dévoilée, avec une date de sortie : décembre 2019. Le film est projeté en avant-première, le 16 décembre 2019 au Lotte Cinema Konkuk University, à Séoul. Il sort le 16 décembre dans les salles obscures.
En France, il est présenté en avant-première, à la fin de l'après-midi du 29 octobre 2020, au Publicis Cinémas du Festival du film coréen à Paris.

### Box-office
Au premier jour, sur le site de Golden Egg mentionne la note de 98 % et celui de Naver, 9.97⁄10.
Pour le premier week-end après sa sortie dans les salles, il compte les 702 298 spectateurs. En sept jours, dans la matinée du 1er janvier 2020, il dépasse la barre du million de spectateurs,.

## Distinction

### Sélection
- Festival du film coréen à Paris 2020 : section « Événements »[5]